# Cầu Thạch Bích
Cầu Thạch Bích là một cây cầu bắc qua sông Trà Khúc tại thành phố Quảng Ngãi, tỉnh Quảng Ngãi, Việt Nam.

## Vị trí
Cầu có điểm đầu tại ngã ba nơi giao nhau giữa đường Chu Văn An và đường Tôn Đức Thắng (thuộc địa bàn phường Trần Phú), điểm cuối tại Km 22+300 Quốc lộ 24B (thuộc địa bàn xã Tịnh Ấn Tây).

## Thiết kế
Cầu Thạch Bích và đường dẫn có chiều dài toàn tuyến là 2.424,72 m, trong đó chiều dài cầu là 875,65 m. Cầu có kết cấu bê tông cốt thép và bê tông cốt thép dự ứng lực vĩnh cửu, bề rộng mặt cầu là 18 m, mặt cắt ngang nền đường là 27 m.

## Thi công
Công trình tổng mức đầu tư trên 643 tỷ đồng, được khởi công xây dựng vào ngày 20 tháng 9 năm 2016 và hoàn thành vào tháng 8 năm 2018. Tuy nhiên, do đường dẫn chưa hoàn thiện nên đến ngày 18 tháng 6 năm 2019, cầu mới được khánh thành và đưa vào sử dụng.